# Coldblow Col
Der Coldblow Col (englisch für Kaltwindpass) ist ein verschneiter Gebirgspass von 300 m Höhe auf Coronation Island im Archipel der Südlichen Orkneyinseln. Er verläuft zwischen dem Echo Mountain und den Cragsman Peaks.
Der Falkland Islands Dependencies Survey (FIDS) nahm 1950 Vermessungen des Gebirgspasses vor. Namensgebend war der Umstand, dass das Zelt einer Mannschaft des FIDS hier im September 1948 bei einem Sturm niedergerissen wurde.